# 아오니 프로덕션
주식회사 아오니 프로덕션(일본어: 株式会社 青二プロダクション)은 성우 매니지먼트를 중심적으로 하는 일본 예능사무소. 약칭은 〈아오니 프로〉, 〈아오니〉이다.

## 개요
도쿄 배우 생활 협동조합의 매니저였던 쿠보 스스무가 1969년 4월 1일에 성우 전문 사무소로 설립, 많은 인기 성우가 소속되어 있는 회사이다.
일본 예능 매니지먼트 사업자 협회, 성우 애니메이션, 나레이션 등에 진출해 DJ도 소속되어 있다. 현재는 "도에이 동화(현:도에이 애니메이션)"와의 관계가 깊어 아오니 성우를 독점적으로 대부분을 수용하였다. 그런데 96년 초반부터 도에이 관련 프로그램의 "도에이 아카데미"가 설립한 후 독점은 아니게 되었다. 또한 아오니는 음악 및 기획·제작, 게임 등을 제작하고 있어 더 많은 자금을 얻을 수가 있었다.
그리고 1979년 여름에 16명의 멤버가 대거 탈퇴하는 사태가 벌어져 아오니 프로덕션과 분열돼 .도미타 코세이를 중심으로 시작하여  프로덕션 바오밥을 설립했다. 이후, 아오니 프로가 캐스팅 하는 프로그램에는 오랫동안 바오밥 소속 성우가 출연하지 않았다.
. 이후에 아오니 양성소 학교가 세워진다. 회장은 후루카와 토시오.

## 애니메이션 제작
일본 최대의 성우 매니지먼트 기획사 아오니 프로덕션의 마츠모토 테츠오 사장의 소개로 만나게 된 카도카와 하루키와 린 타로는 할리우드의 대작 SF 영화에 맞서 일본의 영화 시장을 지킬 대안은 일본식 SF 애니메이션의 제작이라는 것에 의견을 같이하고 구체적인 실행안에 합의하게 된다.

## 성우명단

### 남자
| 아 - 아이 이치타로 - 아오모리 신 - 아카바네 켄지 - 아자카미 요헤이 - 아소 토모히사 - 아라이 쇼타 - 아라이 료헤이 - 이케미즈 미치히로 - 이시카와 히데오 - 이시하라 료 - 이소베 히로시 - 이치카와 노부타케 - 이나다 테츠 - 이마카와 슈키 - 이마무라 나오키 - 이와이 아키오 - 이와타 미츠오 - 에가와 히사오 - 에바라 마사시 - 엔도 타케시 - 오타 신이치로 - 오츠보 코스케 - 오오바 마히토 - 오카모토 히로시 - 오키아유 료타로 - 오가와 신타로 - 오쿠하타 유키노리 - 오치아이 슌스케 - 오다 유우세이 - 오노 마사무 - 오노사카 마사야 | 카 - 카케가와 히로히코 - 카자마 노부히코 - 카나에 슌스케 - 카네코 히데히코 - 카네미츠 요시히로 - 카미야 히로시 - 카와치 타카유키 - 카와즈 야스히코 - 칸나 노부토시 - 키사이치 아츠시 - 키시오 다이스케 - 키시노 유키마사 - 기타카와 요네히코 - 키리모토 타쿠야 - 긴가 반죠 - 쿠사오 타케시 - 쿠라모토 마사토 - 코지마 마사카즈 - 코노 유시유키 - 코바야시 토시오 - 코바야시 미치타카 - 코미 코이치 - 콘도 타카유키 사 - 사카 오사무 - 사카구치 다이스케 - 사카구치 테츠오 - 사카이 야스나오 - 사토우치 시노부 - 사토 마사하로 - 사무라이 코타로 - 사토 유우키 - 사토 아사토 - 사사 치하루 - 사사키 노조무 - 사무라이 코타로 - 시로오카 료스케 - 시오야 코죠 - 시마다 빈 - 시마자키 노부나가 - 시미즈 켄스케 - 스가누마 히사요시 - 스카야 이사무 - 스즈키 히로키 - 스즈키 마사루 - 소노다 쇼오 | 타 - 타카츠카 마사야 - 타카토 야스히로 - 타카하시 츠요시 - 타카하시 유고 - 타카무라 야스히로 - 타키시타 츠요시 - 타케모토 에이지 - 타츠다 나오키 - 타나카 히데유키 - 타나카 료헤이 - 타나카 료이치 - 타니 아츠키 - 테라모토 이사오 - 토쿠야마 야스히코 - 토타니 키미토 - 치바 토시야 나 - 나카이 카즈야 - 나카오 료헤이 - 니시와키 타모츠 - 누마타 료스케 - 네모토 코타 - 노지마 켄지 - 노지마 히로후미 - 노다 케이이치 - 노무라 켄지 - NEW YOUNG 하 - 핫토리 진 - 핫토리 소노스케 - 하시즈메 토모히사 - 하하 케이스케 - 하라마키 코지 - 한다 마사카즈 - 히라이 케이지 - 히라노 마사토 - 히로나카 마사시 - 후쿠하라 코헤이 - 후지모토 타카히로 - 후지와라 카즈야 - 후루카와 토시오 - 후루야 토오루 - 호키 가쓰히사 - 호리이 신고 - 호리 히데유키 - 호리 유키토시 - 불케이노 오오타 | 마 - 마스타니 카야 - 마치 유지 - 마츠카제 마사야 - 마츠바라 다이스케 - 마츠모토 코헤이 - 마츠모토 카즈야 - 마츠야마 타카시 - 마도노 미츠아키 - 미우라 히데아키 - 미도리카와 히카루 - 미야케 쥰이치 - 미야하라 히로카즈 - 미즈사와 후미에 - 모리 타케시 야〜와 - 야마다 신이치 - 야마모토 케이이치로 - 야마구치 타로 - 야라 유사쿠 - 요시미즈 타카히로 - 료타니 오사무 - 와타나베 타케히코 |

### 여자
| 아 - 아이자와 마이 - 아타라시 치에코 - 아리시마 모유 - 안자이 히데미 - 이쿠라 카즈에 - 이케다 치구사 - 이스미 쿠미코 - 이토 가나에 - 이노우에 후미코 - 이노우에 마리나 - 이노우에 미키 - 우에무라 노리코 - 우카이 쿠미코 - 우라와 메구미 - 우와가와 에미 - 에모리 히로코 - 엔도 토모카 - 엔도 미야코 - 오오코시 타카코 카 - 카카즈 유미 - 카키누마 시노 - 카케야마 마스미 - 카사하라 루미 - 카니에 리마 - 카노 유이 - 카마다 코즈에 - 카와구치 사요코 - 카와시마 미나코 - 카와소 미유키 - 카와나 마치코 - 카와나미 요코 - 기타하마 하루코 - 킨게츠 마미 - 쿠와시마 호우코 - 크리스탈・치아리 - 코우다 마리코 - 코우노 마리카 - 코마츠 유카 - 코마츠 리카 - 코야마 마미 - 코야마 유카 - 콘노 히로미 | 사 - 사이키 미호 - 사이토 키미코 - 사이토 시즈에 - 사사키 아야카 - 사사키 아키 - 사사키 아야코 - 사쿠라 아야네 - 사토 아케미 - 사토 치에 - 사토무라 나미 - 시오야마 유카 - 시카노 신 - 시마카타 쥰코 - 사와시로 미유키 - 쇼지 우메카 - 시라이시 료코 - 신도 나오미 - 스기하라 무츠미 - 스기모토 사오리 - 스기야마 카즈코 - 스즈키 후우 - 스즈키 마리코 - 스즈키 미노리 - 스도 유미 - 스미토모 나나에 - 스미모토 유코 다 - 다카기 사나에 - 타카시마 가라 - 다키카와 마리코 - 다케다 카오리 - 다츠 이쿠코 - 다테노 카나코 - 타나카 마유미 - 츠가 유코 - 츠지 모모코 - 츠다 노부요 - 츠보이 아키코 - 텟포즈카 요코 - 테라세 쿄코 - 도다 마이코 - 토미자와 미치에 - 도요시마 미치코 - 돈구 쿄코 | 나 - 나카 토모코 - 나카사와 카오루 - 나카지마 치사토 - 나가시마 유코 - 나카무라 나오코 - 나카야마 사라 - 나시와 유리 - 난바 치에코 - 니키 시즈미 - 니시카와 히로미 - 니시다 히로미 - 니시쿠라 쿠미코 - Nona - 노나카 아이 - 노자와 마사코 하 - 하기모리 쥰코 - 하라 아야 - 반도 아이 - 히키다 유카리 - 히사카와 아야 - 히비 아이코 - 히로츠 유키코 - 히로하시 료 - 후지타 토시코 - 후지노 토모코 - 후지마키 에리코 - 호리에 미츠코 - 호리코시 마미 | 마 - 마에다 아이 - 마에다 사야카 - 마에다 사유리 - 마에다 치아키 - 마키시마 유키 - 마스야마 에이코 - 마츠시마 미노리 - 마이 - 마리 안요 - 마루오 토모코 - 만나카 유키코 - 미사키 아케미 - 미즈키 레나 - 미즈사와 후미에 - 미즈타 와사비 - 미소카미 마키코 - 미나구치 유코 - 미와 카즈에 - 모라타 메구미 야 - 야스이 에리 - 야스다 미와 - 야나이 히사요 - 야니기사와 미치요 - 야마구치 나나 - 야마구치 마유 - 야마자키 와카나 - 야마시타 에리코 - 야마모토 케이코 - 야마모토 유리코 - 요시카와 미라이 - 요시하라 나치키 - 요네모토 치즈 - 유우키 아오이 라~유 - 와타나베 나오코 - 와타나베 미사 - 와타나베 미도리 - 유린 치아키 |

### 쥬니어 성우
| 아 - 아사노 료스케 - 아사미 야스오 - 아시다 모에나 - 아다치 요오스케 - 아마키 카논 - 아무로 시호 - 아라이 하루카 - 아라키 유이오리 - 이시카와 타쿠야 - 이타노 미츠호 - 이나바 후우타 - 이나오카 코다이 - 이노우에 야스코 - 우에스기 하나코 - 우츠노미야 치호 - 우노 쇼마 - 에노모토 렌 - 에바타케 요헤이 - 오카자키 요헤이 - 오구라 마이코 - 오다카 요시야스 - 오노모토 하루 카 - 가타가 이나오 - 가도쿠라 에리코 - 가와구치 사쿠라 - 가와구치 리나 - 가와시마 레이지 - 간노 텟페이 - 타치바나 우치료에이 - 기무라 케이고 - 기무라 마유 - 기무라 유리 - 쿠사노 타이치 - 쿠니에 다케이 - 쿠마가 이카즈키 - 쿠라키 리호 - 고토 에리나 - 곤나이 류스케 | 사 - 사이토 아스미 - 사카타 쇼고 - 사카모토 쿠루미 - 사토 유마 - 시노즈 카리코 - 시모카와 유키노 - 시라사와 유리 - 신보 유리 다 - 타카다 테츠키 - 타쿠미 - 타구치 카나야 - 타케우치 타이세 - 타나카케 이타로 - 타나카 사야 - 타나카 아키타카 - 타나베 코스케 - 타마다 시오리 - 쓰바키 유우코 - 테라사키 치나미야 - 테라다 미즈키 - 토미오카 유스케 - 토미타 카나 - 도이 휴마 나 - 나카이 마코토 - 나카무라 미츠키 - 나츠메 히나 - 니시무라 토시키 - 네모토 미야리 | 하 - 하시모토 케이 - 하세가와 아마네 - 하네다 마카 - 핫토리 유카 - 하야사카 료안 - 하야시 미사키 - 히나타 사쿠미 - 히로오카 리나 - 히로세 유우키 - 후쿠이 소카 - 후지사와 쇼 - 후루카와 마사키 - 후루사토 사키 마 - 마스나가 모에코 - 마츠시마 아미 - 마루구치 사키 - 미즈타 니이나 - 미즈타 아야토 - 미노 유다이 - 미야타 카이치 - 미요시 사츠키 - 모리모토 타이토 야 - 야기누마 료 - 타니시마 토시하루 - 야마시타 아유미 - 야마다 마리에 - 요미네 히나 - 요시나가 리사 와 - 와타나베 하루카 |

## 탈퇴 및 이적 성우

### 남자
아
- 아사키 노토무 (현소속:호리프로)
- 아오노 타케시 (투병중 사망)
- 아스기 긴페이 (투병중 사망)
- 아메노모리 마사시 (투병중 사망)
- 이노우에 카즈히코(현소속:B-BOX(대표이사))
- 이노우에 마키오 (투병중 사망)
- 이노우에 타카유키 (은퇴)
- 이노 마사루 (현소속:파워 라이즈)
- 이시즈카 운쇼 (투병중 사망)
- 이시마루 타쿠야 (현소속:프로덕션 바오밥)
- 이시하라 토모노리
- 엔도 모리야 (프리)
- 오가타 켄이치 (프리)
- 오오토모 류자부로 (프리)
- 오오츠카 치카오 (투병중 사망)
- 오오쿠라 마사아키 (현소속:81 프로듀스)
- 오오시마 마사야
- 오오타케 히로시 (현소속:81 프로듀스)
- 오오모리 아키마사 (현소속:엑센트)
- 오가타 켄이치 (현소속:오피스 우미카제)
- 오가와 신지

카
- 가유미 이에마사(81프로듀스에 이적후 사망)
- 카미야 아키라(현소속;사에바 상사)
- 카네마루 쥰이치(현소속:81프로듀스)
- 고우리 다이스케 (투병중 사망)
- 키튼 야마다(현소속:리맥스)
- 키모츠키 카네타(81프로듀스에 이적후 사망、극단 21세기 폭스 주재)

사
- 시오야 요쿠(현소속:프로 택 음악감독)
- 시오자와 카네토(투병중 사망)
- 시바타 히데카즈 (현소속:RME)
- 소카베 카즈유키(은퇴 후 사망)

다
- 타나카 카즈미(투병중 사망)
- 타나카 카즈나리(투병중 사망)
- 다노나카 이사무(투병중 사망)
- 도타니 코지(투병중 사망)
- 토마타 코세이(현소속:프로덕션 바오빕)
- 토미야마 케이(프로덕션 바오빕에 이적후 사망)

나
- 나가이 이치로(투병중 사망)
- 나카오 미치오(프리)
- 난바 케이이치(현소속:후지가 사무소)
- 노지마 아키오(현소속:시그마 세븐)

하
- 하야미 쇼(현소속:Rush Style 대표이사장)
- 후쿠야마 쥰(현소속:액셀원)
- 호리카와 료(현소속:아스리트 캄파니(대표이사))

마
- 마츠오 긴조(긴 프로덕션 대표이사 (투병중 사망)
- 미츠야 유지(현소속:콤비레이션)
- 마츠노 타이키 (투병중 사망)
- 미야우치 코헤이 (투병중 사망)
- 모리 카즈시(현소속:오피스 모리 대표)
- 모리타 마사카즈 (프리)
- 무기히토(현소속:감자마을 대표)

야~와
- 야나지 죠지 (투병중 사망)
- 야다 코지 (투병중 사망)
- 야마구치 켄(현소속:OYS프로듀스 대표)

### 여자
아
- 아사노 마스미 (프리)
- 아오야마 미호
- 아가와 료
- 아라이 요시코 (현소속:81 프로듀스)
- Ashir（프리）
- 아다치 마리 (현소속:액센트)
- 아베 미치코
- 오가타 메구미 (현소속:Breathe Arts대표)

나
- 노다 쥰코 (프리)

카
- 카와타 타에코
- 칸다 아케미 (프리)

사
- 시마모토 스미 (프리)
- 스즈키 마사미
- 세키네 아키코 (현소속:RME)
- 사토 사토미 (현소속:액셀원)

차
- 츠루 히로미 (투병중 사망)

### 관련회사
- 아오니 학원(부속 양성소)

### 음향제작 작품
- 아냐마루 탐정 키르민즈
- 전장의 발큐리아
- DEATH NOTE
- 유혹 카운트타운
- 마법사에게 소중한 것 ~여름의 하늘~

### 도에이 애니메이션 녹음제작
1970년대
- 마법소녀 티클(1978년)
- 은하철도999 (1978년)
- 꽃천사 루루 (1979년)
- 미래로봇 달타니어스 (1979년)
- 백마의 기사 이야기 타올라라 아서 (1979년)

1980년대
- 마법소녀 라라벨 (1980년)
- 우주대제 갓시그마 (1980년)
- Dr. 슬럼프 아라레쨩 (1981년)
- 백수왕 고라이온 (1981년)
- 천년여왕 (1981년)
- 타이거 마스크 2세 (1981년)
- 헬로우! 샌디벨 (1981년)
- 기갑함대 다이라가XV (1980년)
- 천방지축 아리짱 (1982년)
- 파타리로 (1982년)
- 근육맨 (1983년)
- 사랑해 나이트 (1983년)
- 스톱 히바리군 (1983년)
- 알베가스 (1983년)
- 고깔 모자의 메모루 (1984년)
- 몽전사 윙맨 (1984년)
- 비디오전사 레자리온 (1984년)
- 북두의 권 시리즈
  - 북두의 권 1 (1984년)
  - 북두의 권 2 (1987년)
- 게게게의 키타로 3기 (1985년)
- 명견 실버 (1986년)
- 세인트 세이야 (1986년)
- 홈런왕 강속구 (1986년)
- 가면의 닌자 아카카게 (1987년)
- 레이디 레이디!! (1987년)
- 빅쿠리맨 시리즈
  - 빅쿠리맨 (1987년)
  - 신 빅쿠리맨 (1989년)
- 트랜스포머 시리즈
  - 트랜스포머 더 헤드마스터즈 (1987년)
  - 트랜스포머 초신 마스터포스 (1988년)
  - 트랜스포머 빅토리 (1989년)
- 돌격! 남자훈련소 (1988년)
- 비밀의 앗코쨩 2기 (1988년)
- 싸워라 라면맨 (1988년)
- 헬로~! 레이디 린 (1988년)
- 드래곤 볼 시리즈
  - 드래곤 볼 (1985년)
  - 드래곤 볼 Z (1989년)
- 요술공주 샐리 1989년판 (1989년)

1990년대
- 매지컬 타루루토군 (1990년)
- 겟타로보 Go (1991년)
- 근육맨: 근육성 왕위쟁탈편 (1991년)
- 금붕어 주의보 (1991년)
- 드래곤 퀘스트 타이의 대모험 (1991년)
- 미소녀전사 세일러문 시리즈
  - 미소녀전사 세일러문 (1992년)
  - 미소녀전사 세일러문 R (1993년)
  - 미소녀전사 세일러문 S (1994년)
  - 미소녀전사 세일러문 SuperS (1995년)
  - 미소녀전사 세일러문 세일러 스타즈 (1996년)
- 수퍼 빅쿠리맨 (1992년)
- GS미카미 (1993년)
- 슬램덩크 (1993년)
- 푸른 전설의 슛 (1993년)
- 마멀레이드 보이 (1994년)
- 진권전설 타이트 로드 (1994년)
- 공상과학세계 걸리버 보이 (1995년)
- 내 남자친구 이야기 (1995년)
- 게게게의 키타로 4기 (1996)
- 드래곤 볼 GT(1996년)
- 지옥선생 누베 (1996년)
- 닥터 슬럼프 (1997년)
- 지켜줘! 수호월천 (1998년)
- 유희왕 (1998년)
- ONE PIECE (1999년)

2000년대
- 승부사 전설 테츠야 (2000년)
- 노노짱 (2001년)
- 근육맨 2세 (2002년)
- 카논 (2002년)
- 에어 마스터 (2003년)
- 보보보-보 보-보보 (2003년)
- 링에 걸어라 시리즈
  - 링에 걸어라1 (2004년)
  - 링에 걸어라1 일본 결전편 (2006년)
- 모험왕 비트 (2004년)
- 가이킹 - 대공마룡의 전설 - (2005년)
- 모험왕 비트 엑세리온 (2005년)
- 제노사가 디 애니메이션 (2005년)
- 가난 자매 이야기 (2006년)
- 괴 ~아야카시~ (2006년)
- 나왔어요! 파워퍼프 걸Z (2006년)
- 신족가족 (2006년)
- 은색의 오린시스 (2006년)
- 해피 럭키(신 빅구리맨) (2006년)
- 게게게의 키타로 5기 (2007년)
- 모노노케 (애니메이션) (2007년)
- 네기파스의 아사타로 (2008년)
- 묘지의 키타로 (2008년)
- 괴담 레스토랑 (2009년)

2010년대
- 링에 걸어라1 그림자편 (2010년)

### 아오니에서 독립한 예능 사무소
- 프로덕션 바오밥(1979년)
- 긴 프로덕션(1997년)
- 오피스 모리(2002년)
- 아트 프로덕션(2004년)